# Mateo de la Mata Ponce de León

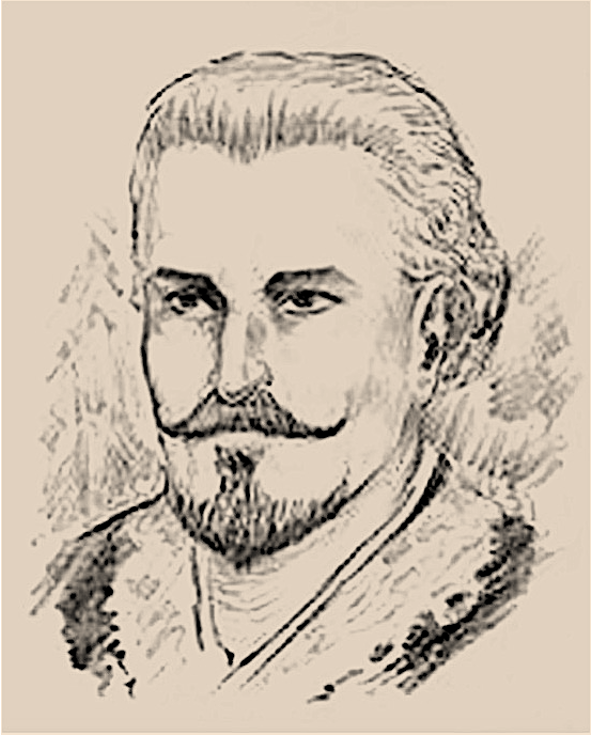
Mata Ponce de León, Presidente da Real Audiência de Quito

Mateo de la Mata Ponce de León, também conhecido como Mateo de la Mata y Ponce de León (Requena, Valência, Espanha,???? - Lima, Peru, 16 de novembro de 1720) foi um administrador colonial espanhol no Peru. Ele foi presidente da Real Audiencia de Quito (1691-1699), então parte do Vice-Reino do Peru. De 2 de março até 15 de agosto de 1716, foi também o vice-rei interino do Peru.

## Início de carreira
Mateo de la Mata nasceu em Requena, leste da Espanha. Seus pais eram Mateo de Cuenca Mata e Isabel Ponce de León Iranzú. Ele estudou em San Ildefonso de Alcalá por oito anos. Recebeu um diploma de bacharel em direito canónico pela Universidade de Salamanca e uma licenciatura pela Universidade de Osuna. Foi um cavaleiro da Ordem de Calatrava.
Ele foi um oidor (juiz) da Audiencia de Santa Fé de Bogotá (também parte do Vice-Reino do Peru), a partir de agosto de 1674. Em 31 outubro de 1680 foi promovido a alcaide penal de Lima. Durante este período ele se casou com Luisa de Céspedes, nativa de Lima e filha de Juan Antonio de Céspedes y Toledo, cavaleiro da Ordem de Santiago, e de María de Arcos y Aguilar, nativa de Lima. A partir de 26 de janeiro de 1687 ele foi um oidor na Audiencia de Lima.

## Presidente da Real Audiencia de Quito
Mata Ponce de León foi nomeado presidente da Real Audiência de Quito por um decreto datado de 27 de outubro de 1689, no entanto, ele assumiu o cargo somente em 10 de janeiro de 1691. Governou até 1699, quando ele se tornou um advogado e oidor em Lima. Como era costume na Audiencia de Quito, nos dois primeiros anos de sua administração, ele também foi visitador geral.
Quando Mata assumiu a presidência da Audiencia de Quito, quase todos os piratas haviam abandonado o Pacífico. Apesar disso, ele teve de lidar com as consequências de dez anos de ataques de piratas. Encarregou-se da reconstrução da cidade de Guaiaquil. Em 1693, ele enviou o oidor Cristóbal de Cevallos y Borja para supervisionar o projeto de construção de Guaiaquil. O corregedor de Guaiaquil, Fernando Ponce de León, morreu em 1694 e Mata nomeou o oidor Cevallos para ocupar o cargo de forma interina até a chegada de um novo corregedor nomeado pelo rei. Em 1696, Mata viajou pessoalmente a Guaiaquil para inspecionar e supervisionar o trabalho lá.
Durante sua administração a Audiencia ganhou poder e a situação econômica melhorou. Por outro lado, houve uma série de grandes catástrofes naturais, como o sismo de 1692 em Latacunga, no qual 8.000 dos 22.000 habitantes morreram. Em 1693, uma peste atingiu as cidades de Quito e seus arredores. Mata preocupou-se com os doentes e ordenou a distribuição de medicamentos, aplicando seu próprio dinheiro para a causa.
Houve também uma seca severa durante os últimos sete anos do século XVII. Finalmente, em 20 de junho de 1698, outro terremoto destruiu o pouco que tinha sido reconstruído de Latacunga, afetando também as cidades de Ambato e Riobamba. Houve um grande número de mortes. Mata foi para as cidades afetadas para acompanhar o auxílio.

## Últimos anos
Em 1699, após seu mandato como presidente da Real Audiencia de Quito, ele voltou a ser oidor em Lima. Posteriormente, o Rei lhe ofereceu um lugar no Conselho das Índias, como recompensa por seus serviços, mas Mata preferiu permanecer na administração, em Lima. Em 1716, o vice-rei Diego Ladrón de Guevara, que tinha sido bispo de Quito, foi afastado do cargo de vice-rei. Mata, em virtude de sua posição como diácono da Audiência de Lima, foi nomeado governador interino e capitão-general do Vice-Reino do Peru. Ele ocupou esse cargo a partir de 2 de março de 1716 até 15 de agosto do mesmo ano.
Morreu em Lima, em 16 de novembro de 1720.